# Asociación Internacional de Juezas Afganas Refugiadas
La Asociación Internacional de Juezas Afganas Refugiadas (AIJAR) es una organización, con sede en Madrid, formada por más de 150 magistradas exiliadas de Afganistán tras la ofensiva talibana de 2021, que luchan por llevar una vida lejos de las amenazas y la violencia del régimen talibán. Fue creada en 2023 por algunas de las 8 juezas refugiadas en España. Está presidida por la magistrada Asifa Kakar.

## Historia

### Huida de Afganistán
Con la caída de Kabul el 15 de agosto de 2021 y el derrocamiento del gobierno de Ashraf Ghani, que puso fin a la guerra de Afganistán de 2001 – 2021, los talibanes volvieron, después de 20 años, al poder. Desde entonces, muchas de las juezas y fiscales del país, que habían sido pioneras en la lucha por los derechos de las mujeres en su país, un ejemplo para las jóvenes y una garantía de tranquilidad para muchas mujeres afganas que se sentían aliviadas por el hecho de que al frente del tribunal se encontrara otra mujer, tuvieron que exiliarse para salvar su vida. Las embajadas habían desaparecido, lo que dificultó la gestión de su salida. Al estar amenazadas, tuvieron que permanecer escondidas en pisos francos hasta que pudieron salir a países limítrofes como Turquía, Grecia, Pakistán o Emiratos Árabes Unidos, desde donde viajaron a los países de asilo.
Los motivos que las pusieron en el punto de mira de los fundamentalistas fueron, por un lado, su condición de mujer en uno de los países considerados más peligrosos del mundo para las mujeres y, por otro, su actividad profesional como titulares de tribunales en los que se juzga a hombres. Además por su trabajo habían ayudado a desarrollar el poder judicial afgano y a establecer el estado de derecho. La magistrada Gloria Poyatos explicó que se trata de otra modalidad de violencia machista denominada violencia de género laboral puesto que son perseguidas por su trabajo ya que si su ocupación hubiera sido otra, no habrían sufrido persecución.
Durante la ofensiva talibana de 2021 las asociaciones judiciales internacionales avisaron del peligro que iban a correr las juezas y fiscales cuando los talibanes entraran en la capital de la República Islámica de Afganistán. Antes de la toma de Kabul, varias juezas recibieron amenazas o murieron en ataques terroristas. En enero, dos juezas de la Corte Suprema del país fueron asesinadas. Una de las acciones de los talibanes después de tomar la capital fue liberar de las cárceles a prisioneros, entre los que se encontraban terroristas talibanes cuyas sentencias habían sido firmadas por alguna de estas juezas. Los talibanes persiguieron, incluso hasta a Pakistán y dieron muerte a quienes habían trabajado para el gobierno o las instituciones afganas. La Convención de Ginebra de 1951 no contempla el género como causa de persecución, por lo que no existen herramientas jurídicas internacionales que doten de medidas de especial protección a las juezas afganas. Desde el primer momento, la Asociación Internacional de Mujeres Juezas (IAWJ) y su rama española, la Asociación de Mujeres Juezas de España (AMJE) se pusieron en marcha para sacarlas del país y darles apoyo.
En octubre de 2022, el líder supremo talibán anunció la derogación de toda la legislación civil afgana que fue sustituida por un nuevo sistema jurídico-religioso basado en la Sharia islámica pura. Derogaron todos los códigos y leyes democráticas y suspendieron los Tratados y Convenciones internacionales de los que el país formaba parte. A partir de ese momento, los derechos de las mujeres en el Emirato Islámico de Afganistán se redujeron. Se les prohibió estudiar, trabajar, viajar, vestir libremente o participar en actividades sociales de cualquier tipo.

### Juezas afganas en España
Alrededor de una decena de magistradas de Afganistán y sus núcleos familiares inmediatos se refugiaron en España donde obtuvieron asilo político mediante un procedimiento de urgencia presentado por las organizaciones 14Lawyers, la Unión Progresista de Fiscales (UPF) y la Organización Internacional de Magistrados Europeos por la Democracia y las Libertades (MEDEL).
Fueron llegando a España en vuelos comerciales o en vuelos fletados por ONG y se vieron asistidas desde el primer momento por un equipo de colegas de la Asociación de Mujeres Juezas de España (AMJE) que las recibieron en el aeropuerto, las acompañaron a sus destinos y las ayudaron a realizar diversos trámites como la gestión de su situación con los ministerios, la asistencia médica o escolarizar a sus criaturas.
El Gobierno español las incluyó en el programa estatal de acogida que tiene una duración de entre 18 y 24 meses. La primera fase de este programa, conocida como de acogida temporal, cubrió su manutención, su estancia en pisos de acogida gestionados por ONG y sus necesidades sanitarias en casos de urgencia. En la siguiente fase recibieron formación para poder desenvolverse con autonomía.
En su país, estaban al frente de diferentes tribunales:
- Asifa Kakar, jueza jubilada del Tribunal Supremo de Afganistán, directora de la Escuela Judicial del país. En los premios Medallas de Honor Ruth Bader Ginsburg, de la Asociación Mundial de Juristas (WJA) de 2023, fue elegida por el jurado como una de las galardonadas y recogió en mayo el galardón en nombre de sus compatriotas juezas, las que están en el exilio y las que permanecen en Afganistán privadas de ejercer su profesión.[1]

- Helena Hofiany (Kabul, 1979) fue magistrada del Tribunal Supremo de Afganistán hasta 2021. En 2006, ingresó en la Facultad de Sharia de la Universidad de Kabul donde se graduó en 2009. Al terminar una pasantía judicial, en 2013 fue nombrada jueza adjunta en el departamento penal contra la seguridad interna y externa de la Corte Suprema de Afganistán donde trabajó dos años. Posteriormente, fue nombrada jueza del Tribunal penal del Tribunal elemental de la provincia de Kabul donde trabajó hasta la llegada de los talibanes. Tiene una maestría en criminología por la Universidad Islámica Azad de Irán (sucursal de Afganistán).[12] Cuando los talibanes liberaron a prisioneros de la cárcel de Pul-e-Charkhi cuyas sentencias habían sido firmadas por Hofiany, esta destruyó los documentos que tenía y huyó a Pakistán con su esposo Mir Ahmadshah Qader, asesor económico del Ministerio del Interior y su hija de alrededor de dos años.[8] Allí pasó en torno a dos meses hasta que pudo viajar a Europa. Dejó en su país al resto de su familia. Al llegar a España a finales de 2021, solicitó asilo político y consiguió ayudas del Gobierno para el alojamiento en espera de regularizar su situación.[13] Entre julio de 2022 y julio de 2023, tuvo una beca de investigadora en la Universidad Carlos III. Asimismo, inició una investigación sobre las limitaciones de la educación de las niñas afganas y su relación con los matrimonios de menores.[12] Forma parte de la Asociación Internacional de Juezas Afganas.

- Rahima Sabiri (Kabul, 1965) lideró operaciones antiterroristas contra facciones talibanes y del Estado Islámico, lo que la convirtió a ella y a su familia en objetivo de estos grupos.[14] En 2004, su esposo fue secuestrado y torturado, hecho que le provocó una parálisis permanente.[15] En 2023, el Gobierno de España le concedió asilo y se trasladó con su familia a Galicia[14]. Un año después, se convirtió en la segunda mujer en España en ser reconocida como víctima de violencia de género por causas sociales, económicas y laborales[14]. Ese mismo año, la Delegación del Gobierno en Galicia le otorgó el premio Meninas 2024, en reconocimiento a las dificultades que afrontó como jueza, la persecución sufrida por su condición de mujer y su trayectoria profesional[14].

- Gulalai Hotak (Baglán, 1981). Vivió en Baglán, una provincia del norte de Afganistán. Tras el bachillerato, realizó el examen de acceso a la universidad y se matriculó en Derecho en Kabul. completó sus estudios con una formación específica para ser jueza. Fue directora del Tribunal de Policía Primaria de Kabul. Juzgó a terroristas, a talibanes y trabajó supervisando procedimientos administrativos y financieros para garantizar la transparencia. Debido a que su hermano poseía pasaporte político, pudo pasar con él a Turquía y a los seis meses fue trasladada a España, donde llegó en febrero de 2021.[4][16]

- Friba Quraishi. Vivía en Mazar-e Sarif, la cuarta ciudad más poblada del país, en una vivienda estatal destinada a los funcionarios a la que no iba a dormir los últimos días antes de exiliarse por miedo a ser encontrada allí por los talibanes. Ejerció durante 14 años. Comenzó como magistrada de familia. Después pasó tres años juzgando casos de terrorismo relacionado con los talibanes y finalmente se ocupó de los crímenes contra las mujeres. Condenó a un buen número de terroristas talibanes,[17] entre ellos, a los que asesinaron a la médica española Lorena Enebral cooperante de Cruz Roja Afganistán.[18]

- Nazima Nezrabi fue la última de las juezas que aguantó en Bagram, una localidad donde estaban presos muchos talibanes. Sus familiares sufrieron represalias por su huida. Durante 6 años sentenció a cientos de talibanes por lo que se vio sometida a amenazas de muerte, coacciones y a la presión de su familia para que abandonara su profesión.[19]

- Safia Jan Mohammad fue jueza de la Corte de Violencia contra las mujeres durante más de dos décadas. Juzgó cientos de casos de violencia contra las mujeres cometidos por esposos, padres y hermanos por palizas y violaciones principalmente.[4] Tras la caída de Kabul, junto a su esposo, también juez, y sus dos hijos de 12 y 15 años, se dirigió con lo imprescindible al aeropuerto con la intención de abandonar el país, pero solo ella y sus hijos pudieron subir a un avión rumbo a Turquía. Su marido tuvo que esperar 6 meses para salir.[20]

- Suraya Ahmadyar fue jueza durante más de 20 años en los tribunales de Kabul.[21] Consiguió el estatus de refugiada en España tras acreditar que es víctima de violencia laboral, social y económica en su país por su doble condición de mujer y profesional del Derecho, gracias a la colaboración del Servicio de Asistencia a Víctimas de Andalucía (SAVA).[22]

En España, participan habitualmente en mesas redondas y dan conferencias sobre la situación de mujeres y niñas en Afganistán. El 31 de mayo de 2022, tuvo lugar el encuentro con juezas afganas exiliadas y acogidas en España en la Corte de Arbitraje de Madrid. En septiembre, Friba Quraishi, participó en el cuarto Women Business & Justice European Forum celebrado en el Colegio de la Abogacía de Barcelona. El 30 de septiembre de 2022, 4 de ellas (Gulalai Hotak, Safia Jan Mohammad, Friba Quraishi y Suraya Ahmadyar) participaron en la jornada Afganistán, la guerra silenciosa contra mujeres y niñas, celebrada en el Colegio de Abogados de Las Palmas, en la que también participó de manera telemática la también magistrada y ministra de Defensa, Margarita Robles.
En 2023, se constituyó la Asociación Internacional de Juezas Afganas Refugiadas (AIJAR), con sede en Madrid, cuya presidenta es Asifa Kakar.

## Reconocimientos
- En 2022, el Observatorio contra la Violencia Doméstica y de Género, con sede en el Consejo General del Poder Judicial (CGPJ), en sus XVIII premios anuales concedió la Mención Especial “Soledad Cazorla” a las juezas y fiscales afganas perseguidas por el régimen talibán de Kabul.[25][26][27]

- En 2023, la Asociación Internacional de Juezas Afganas recibió el quinto Premio del Jurado en la tercera edición de los Premios de la Fundación Zeballos para la Defensa de los Derechos  Constitucionales.[28][29]